# Монтемале-ді-Кунео
Монтемале-ді-Кунео (італ. Montemale di Cuneo, п'єм. Montmal) — муніципалітет в Італії, у регіоні П'ємонт,  провінція Кунео.
Монтемале-ді-Кунео розташоване на відстані близько 510 км на північний захід від Рима, 75 км на південь від Турина, 15 км на північний захід від Кунео.
Населення — 240 осіб (2014).
Щорічний фестиваль відбувається 29 вересня. Покровитель — Святий Архангел Михаїл.

## Демографія
Населення за роками:

Станом на 1 січня 2023 року в муніципалітеті офіційно проживали 3 іноземці з 3 країн, серед них 2 громадяни країн Євросоюзу.

## Сусідні муніципалітети
- Каральйо
- Дронеро
- Монтероссо-Грана
- Вальграна